# VoxHall
VoxHall er et regionalt spillested beliggende i Aarhus.
VoxHall har plads til 700 tilskuere, fordelt på en stor koncertsal, en café (med lille scene, oftest brugt til dj's), samt en balkon. Scenen i den store koncertsal måler 14 x 5 m. Udsynet er sikret overalt på VoxHall, da der er 6 meter til loftet. Voxhall driver ligeledes en scene med plads til 300 tilskuere. Scenen præsenterer verdensmusik, folkemusik og jazz. 
Der er ingen aldersbegrænsning eller dresscode på VoxHall. Dette bevirker at man som mange andre steder oftest bliver spurgt om ID i baren. 
Det er ikke en tilfældighed at VoxHall delte adresse med HUSET frem til 31. december 2007 hvor HUSET flyttede til Vesterbro Torv.
Oprindeligt var lokalerne nemlig HUSETs musikscene, hvor bl.a. nogle af de første punkkoncerter I Danmark blev afholdt. Pladen/festivalen Pære Punk samt Monody Festival er blandt de mest kendte. Mange kendte kunstnere har startet deres karriere på HUSETs musikteater. 
I 1997 løsrev gruppen bag HUSETs musikteater sig imidlertid, grundet interne stridigheder. Gruppen mente bl.a. at der skulle satses på at få flere internationale og store navne til byen. Endvidere var der andre interne stridigheder samt samarbejdsproblemer med kommunen.    
Det nye projekt hed VoxHall og fik støtte fra kommunen. Bygningen blev i 18 måneder nyistandsat og ombygget, og fysisk adskilt fra HUSET. Mange syntes i dag at det er en skam at bygningerne ikke længere er tilknyttet HUSET , men ikke desto mindre lykkedes visionen om at skabe et spillested, der også havde de store internationale kunstnere på programmet, måned efter måned. Dette har naturligvis bevirket, at der ikke er så meget af den lokale undergrundsscene tilbage på spillestedet.
VoxHall har dog stadigt meget alsidigt musik på programmet og den oprindelige ånd fra HUSET eksisterer fortsat, idet VoxHall sammen med Kulturgyngen bl.a. sagde ja til at afholde tre dages flyttefest for HUSET. Sidstnævnte sted er i dag blevet til Godsbanens Åbne Værksteder på kulturproduktionscentret Godsbanen i Skovgaardsgade.